# 저 자를 쏴라
"저 자를 쏴라"는 한국에서 제작된 최영철 감독의 1964년 영화이다. 장동휘 등이 주연으로 출연하였고 안태식 등이 제작에 참여하였다.

## 출연

### 주연
- 장동휘
- 이대엽
- 강문

## 기타
- 조명: 윤기환
- 미술: 홍성칠